# Convention-cadre des Nations unies sur les changements climatiques
La convention-cadre des Nations unies sur les changements climatiques (CCNUCC ; en anglais United Nations Framework Convention on Climate Change, UNFCCC) est l’une des trois conventions adoptées au Sommet de la Terre de Rio, en 1992, avec la Convention sur la diversité biologique (CDB) et la Convention sur la lutte contre la désertification (CLD). À cette occasion, elle a été adoptée par 154 États auxquels il faut ajouter la totalité des membres de la Communauté européenne. Son adoption est aujourd’hui quasi-universelle, avec 197 pays signataires (en 2004 elle était ratifiée par 189 pays et en 2015 par 195 pays) appelés « Parties ». La CCNUCC est entrée en vigueur le 21 mars 1994 et son siège est à Bonn en Allemagne. Elle est administrée par l’ONU et constitue le premier cadre de coopération internationale important reconnaissant l'existence et les impacts des changements climatiques. Son objectif ultime est de « stabiliser les concentrations de gaz à effet de serre à un niveau qui empêche toute perturbation anthropique dangereuse du système climatique ».
Elle reconnaît trois grands principes :
- le principe de précaution ;
- le principe des responsabilités communes mais différenciées ;
- le principe du droit au développement.

La Convention reprend tous les principes contenus dans les textes signés au terme de la Conférence de Rio, à savoir : la Déclaration de Rio, l’Action 21 et la Déclaration de principes relatifs aux forêts. Elle s'inscrit dans les principes du droit international, mais n'est pas juridiquement contraignante.
Afin de renforcer l’action internationale contre les changements climatiques, les Parties précisent donc dans des accords ultérieurs (comme le protocole de Kyoto ou l'accord de Paris) les approches communes à mettre en place pour atteindre les objectifs de la CCNUCC. Dans ces cadres, les Parties sont liées juridiquement aux objectifs de réduction des émissions.

## Contexte

### Les accords appuyant les travaux de la Convention

#### Le protocole de Kyoto
Il faut attendre 1997 pour que certaines parties à la CCNUCC adoptent le protocole de Kyoto visant à réduire les six principaux gaz à effet de serre. Il entre en vigueur en 2005 et aujourd'hui 192 parties en sont signataires. Il est renégocié périodiquement. Ainsi, à la fin de la première période d'engagement en 2012, il est modifié par l'amendement de Doha. La deuxième période d'engagement a pris fin en 2020.

#### L'accord de Paris
Adopté lors de la COP21 à Paris le 12 décembre 2015 (entré en vigueur le 4 novembre 2016), l'accord de Paris a pour objectif de limiter le réchauffement climatique à « un niveau bien inférieur à 2 °C », et de faire le plus possible pour ne pas dépasser le seuil d'1,5 °C. Afin d'atteindre ce résultat, l'accord préconise une transformation économique et sociale avec un pic mondial d'émissions de gaz à effet de serre le plus tôt possible et la neutralité carbone dès 2050.
Les parties s'engagent à communiquer sur les mesures nationales de réduction d'émissions et d'adaptation au changement climatique au sein des contributions déterminées au niveau national (CDN) qui doivent être révisées à la hausse tous les 5 ans, et de stratégies de long terme (SLT) optionnelles plaçant les CDN dans un contexte de planification du développement futur.
L'accord prévoit un cadre de soutien à l'élaboration et la mise en œuvre des engagements climatiques pour les pays en développement. Ainsi, les pays développés doivent apporter une aide financière (pour l'atténuation et l'adaptation au changement climatique), du transfert de technologies et du renforcement de capacités aux pays qui en ont besoin.
Le suivi de la mise en œuvre de l'accord est établi à partir du cadre de transparence renforcée (ETF) qui alimentera le Bilan mondial (global stocktake, GST) évaluant le progrès collectif vers les objectifs climatiques. Il impose dès 2024 que chaque partie rende compte des mesures prises et des résultats atteints en matière d'atténuation, d'adaptation, de soutien fourni ou reçu. Des recommandations seront élaborées à la suite des conclusions du GST.

## Thèmes abordés
Les thèmes abordés lors des conférences des Nations unies sont les suivants :
- Action sur le Climat et les Objectifs de développement durable (ODD)
- Adaptation et résilience
- Renforcement des capacités
- Finance climatique
- Technologie climatique
- Éducation et jeunesse
- Genre
- Bilan mondial

## Fonctionnement
Les Nations unies sont les dépositaires de la Convention, du protocole de Kyoto et de l'accord de Paris. Le Secrétariat est administré sous les règles et règlements des Nations unies, mais ne fait partie d'aucun programme.

### Les Parties et parties prenantes non Parties
La convention divise les pays en 3 grands groupes selon différents critères. Cette répartition fait régulièrement l'objet de débats et de volontés de mises à jour de certains Parties.
En plus, elle accueille des organisations observatrices, des États observateurs et des membres de la presse et des médias.

#### Les Parties de l'Annexe I
Les Parties de l'Annexe I incluent les pays industrialisés qui étaient membres de l'OCDE en 1992 et les Économies en Transition (EIT) dont la Russie, l'Ukraine et la Biélorussie.

#### Les Parties de l'Annexe II
Les Parties de l'Annexe II comprennent les pays membres de l'OCDE en 1992 (les mêmes que pour l'Annexe I), mais pas les Économies en Transition.
Ce sont eux qui doivent fournir le soutien financier, de transfert de technologie et de renforcement de capacité aux pays en développement pour les aider à instaurer des actions de réduction d'émissions et d'adaptation au changement climatique.

#### Les Parties non-Annexe I
Les Parties non-membres de l'Annexe I sont majoritairement les pays en développement.
Parmi eux, certain sont reconnus comme était particulièrement vulnérables aux effets néfastes du changement climatique (notamment les États avec des zones côtières de faible altitude). D'autres sont reconnus comme étant particulièrement vulnérables aux impacts économiques des politiques de lutte contre le changement climatique (notamment les États pétroliers).
Les 49 parties classées comme les Pays les Moins Avancés (PMA) bénéficient d'une attention particulière sous la Convention, en raison de leur faible capacité de réponses et d'adaptation au changement climatique.

#### Les organisations observatrices
Il existe 3 catégories d'organisations observatrices, qui ont complété la procédure pour être obtenir ce statut et permettre à leurs délégués d'assister aux processus :
- Les Organisations des Nations unies
- Les Organisations Intergouvernementales (IGOs) dont voici la liste ici.
- Les Organisations Non-Gouvernementales (NGOs) dont voici la liste ici.

### Les organes

Articulation des différents organes de la CNUCC.

#### La Conférence des Parties (COP)
L'organe suprême de gouvernance et de décision est la conférence des Nations unies sur les changements climatiques, qui prend la forme d’une conférence des parties (COP). La COP sert également le protocole de Kyoto (CMP) et l'accord de Paris (CMA).
Elle est composée de tous les États parties et adopte des décisions pour promouvoir la mise en œuvre de la Convention. Lors de cet évènement, les parties analysent les avancées de la convention et prend des décisions pour atteindre les objectifs de lutte contre les changements climatiques. Elle adopte les arrangements institutionnels et vérifie la mise en œuvre des objectifs et autres instruments légaux adoptés lors de la COP.
Elle se réunit annuellement lors de conférences mondiales organisées par la présidence (chaque année un État partie est désigné comme pays d'accueil et présidence de la COP) et le Bureau.

#### Les organes subsidiaires
Il y a deux organes subsidiaires permanentes qui se réunissent en parallèle deux fois par an, lors des intersessions (en général au Campus des Nations unies, à Bonn) :
- l'Organe subsidiaire d’avis scientifique et technique (SBSTA). Il fournit l'appui scientifique nécessaire et propose des avis concernant le développement et le transfert de technologies. Il coopère avec les organisations internationales comme le GIEC (versant scientifique), et fait le lien avec la Conférence des parties (COP).
- l'Organe subsidiaire de mise en œuvre (SBI). Il a pour but de vérifier et évaluer la mise en œuvre de la convention. Il reçoit par exemple les rapports des États et contrôle leur conformité, notamment en termes d'émissions, avec les objectifs de la convention. C'est aussi le SBI qui examine les travaux du Secrétariat et fournit des directives sur l'amélioration des processus.

Mais il existe aussi des organes subsidiaires ad hoc dont le mandat est de s'occuper de certains enjeux spécifiques.

#### Le Bureau et le Secrétariat
- L'organe du management des processus de la CCNUCC est le Bureau de la COP, du CMP et du CMA. Son rôle est d'appuyer le travail des organes de gouvernance et produisant des conseils et des lignes directrices concernant les travaux, l'organisation des sessions et le fonctionnement du Secrétariat. Il est composé de 11 membres: le Président, 7 vice-Président, les Présidents du SBSTA et SBI et le Rapporteur. Ils sont élus par des représentants des Parties des 5 groupes régionaux des Nations unies et du groupe des Petits États insulaires en développement.
- Le Secrétariat fournit, lui, le support technique et organisationnel aux négociations et aux institutions. Il est notamment chargé de transmettre les informations sur la mise en œuvre de la Convention, de l'accord de Paris et du protocole de Kyoto. La secrétaire exécutive de la convention est Patricia Espinosa, nommée le 18 mai 2016. Elle succède à Michael Zammit Cutajar (1991-2002), Joke Waller-Hunter (en) (2002-2005), Yvo de Boer (en) (2006-2010) et Christiana Figueres (2010-2016)[5]

#### Les organes subsidiaires techniques (ou organes constitués)
Les organes constitués ont en charge de fournir des directives, d'évaluer et de superviser la mise en œuvre des actions sur un enjeu spécifique.
- Le Comité d'Adaptation (AC)
- Le Conseil du Fonds d'Adaptation (AFB)
- Le Conseil Consultatif du Centre et du Réseau des Technologies Climatiques (CTCN)
- Le Conseil Exécutif du Mécanisme de Développement Propre (CDM EB)
- Le Comité de Conformité
- Le Groupe Consultatif d'Experts (CGE)
- Le Comité Exécutif de Mécanisme International de Varsovie pour les Pertes et Dommages
- Le Comité de Surveillance de la Mise en œuvre Conjointe (JISC)
- Le Comité d'Experts de Katowice sur les Impacts de la Mise en œuvre des Mesures d'Intervention (KCI)
- Le Groupe d'Experts des Pays les Moins Avancés (LEG)
- Le Groupe de Travail de Facilitation (FWG) de la Plateforme des Communautés Locales et des Peuples Autochtones
- Le Comité Permanent des Finances (SCF)
- Le Comité Exécutif de la Technologie (TEC)
- Le Comité de Paris sur le Renforcement de Capacités (PCCB)

#### Coopération avec les organes des Nations unies et les organisations intergouvernementales
La CCNUCC s'appuie sur l'organe scientifique du Groupe d'Experts Intergouvernemental sur l'Évolution du Climat (GIEC) qui fournit les informations scientifiques, techniques et socio-économiques utiles à la compréhension du changement climatique, sur lesquelles fonder les décisions.
Les mécanismes financiers sous la CCNUCC sont gérés par des institutions spécifiques telles que :
- le Fonds vert pour le climat (GEF) ;
- le Fonds pour l'environnement mondial (GCF), qui gère aussi le Fonds Spécial du Changement Climatique (SCCF) et le Fonds des Pays les Moins Avancés (LDCF).

## Action pour l’autonomisation climatique (article 6)
La convention-cadre des Nations unies sur les changements climatiques (CCNUCC) a adopté l’expression « action pour l’autonomisation climatique » (ACE, selon l’acronyme anglais) pour désigner l’article 6 du texte original de la Convention (1992) axé sur six domaines prioritaires : éducation, formation, sensibilisation du public, participation publique, accès public aux informations et coopération internationale sur ces questions. Ces dernières années, la mise en œuvre de ces six éléments est apparue comme le facteur capital permettant à tous d’appréhender les défis complexes que pose le changement climatique et de contribuer à les relever.
L’importance de la coopération internationale pour l’application de l’article 6 a été soulignée à l’article 10(e) du protocole de Kyoto, adopté en 1997.
Réunie à New Delhi en 2002, la onzième conférence des Parties (COP 11) a adopté le « Programme de travail de New Delhi » (2002–2007) destiné à constituer un cadre souple pour une action impulsée par les pays relevant de l’article 6, qui réponde aux besoins et aux situations propres aux diverses parties et corresponde à leurs priorités et initiatives nationales.

### Objectifs de l’article 6 de la convention
L’action pour l’autonomisation climatique invite les gouvernements à élaborer et appliquer des programmes d’éducation et de sensibilisation du public, former le personnel scientifique, technique et de gestion, encourager l’accès aux informations concernant les changements climatiques et leurs effets et promouvoir la participation publique à l’examen de ces questions. En outre, elle exhorte les pays à soutenir ce processus par leur coopération en contribuant à l’échange de bonnes pratiques et d’enseignements à retenir ainsi qu’au renforcement des institutions nationales. Ce large éventail d’activités est encadré par des objectifs spécifiques qui, ensemble, sont considérés comme cruciaux pour permettre la mise en œuvre effective de mesures d’adaptation et d’atténuation dans le domaine du changement climatique et pour atteindre l’objectif final de la Convention.

### Historique

#### COP 13à Bali (2007)
À Bali, en 2007, la COP 13 a décidé d’adopter le Programme de travail de New Delhi modifié et d’en prolonger la durée de cinq ans (2007-2012) et elle a prié le secrétariat de la convention d’organiser des ateliers sous-régionaux dans le cadre de l’examen du programme de travail pour mettre en commun les enseignements tirés et les bonnes pratiques. Des ateliers se sont déroulés en Europe (2009), en Asie et dans le Pacifique (2009), dans les petits États insulaires en développement (2010), en Afrique (2010), ainsi qu’en Amérique latine et dans les Caraïbes (2010).

#### COP 18à Doha (2012)
À Doha, en 2012, la COP 18 a adopté le programme de travail de Doha sur huit ans relatif à l’article 6 de la convention (2012-2020). Ce programme invite les diverses parties à désigner un coordonnateur national pour les activités relatives à l’article 6 de la convention, à appuyer ce coordonnateur, notamment sur les plans technique et financier, et à lui garantir l’accès à l’information et à la documentation. En outre, les parties ont décidé d’organiser chaque année un dialogue de session sur l’article 6 de la convention afin de présenter et intensifier les travaux correspondants. Depuis 2013, ce dialogue annuel est une tribune qui permet aux parties, aux représentants des organes compétents créés au titre de la convention ainsi qu’aux experts et professionnels compétents et aux parties prenantes concernées de mettre en commun leurs données d’expérience et d’échanger des idées, des bonnes pratiques et des enseignements à retenir en ce qui concerne l’exécution du programme de travail de Doha.

#### COP 20à Lima (2014)
Réunie à Lima en décembre 2014, la COP 20 a adopté la « Déclaration ministérielle de Lima sur l’éducation et la sensibilisation », qui réaffirme l’importance de l’article 6 de la convention pour atteindre son objectif final et promouvoir un développement durable et résilient face aux changements climatiques.

#### COP 21à Paris (2015)
En 2015, lors de la COP 21, qui a eu lieu à Paris, les gouvernements sont convenus de coopérer en prenant, comme il convient, des mesures pour améliorer l’éducation, la formation, la sensibilisation, la participation du public et l’accès de la population à l’information dans le domaine des changements climatiques, compte tenu de l’importance que revêtent de telles mesures pour renforcer l’action engagée au titre de l’accord de Paris. Il s'agit de « limiter le réchauffement climatique à un niveau bien inférieur à 2, de préférence à 1,5 degré Celsius, par rapport au niveau préindustriel. ».
En juin 2015, lors du troisième dialogue annuel sur l’article 6, qui s’est tenu à Bonn, il a été décidé d’adopter l’intitulé « action pour l’autonomisation climatique » (ACE, selon l’acronyme anglais) pour désigner les efforts liés à l’application de l’article 6 afin d’établir une manière de se référer à l’article 6 qui soit plus facilement utilisable et compréhensible par tous. Le quatrième dialogue annuel sur l’action pour l’autonomisation climatique s’est déroulé à Bonn, en 2016. Lors de cet évènement, l’examen intermédiaire du programme de travail de Doha a été achevé. Le dernier examen du programme de travail de Doha a eu lieu en 2020.

### Mise en œuvre de l’action pour l’autonomisation climatique
La mise en œuvre de l’article 6 a été guidée par le programme de travail de Doha. Ce programme reconnaît l’importance du suivi d’une approche stratégique à long terme, « impulsée » par les pays, en matière d’action pour l’autonomisation climatique. Il invite les pays à intégrer les activités correspondantes dans les programmes et les stratégies d’adaptation et d’atténuation existant dans le domaine des changements climatiques et à désigner un coordonnateur national (NFP) responsable de la coordination de ces efforts. La section IV du programme de travail de Doha dresse une liste d’activités susceptibles d’être réalisées au niveau national, régional et local.
Bien que l’élaboration d’une stratégie nationale sur l’autonomisation climatique ne soit pas le seul moyen dont disposent les pays pour mettre en œuvre l’action pour l’autonomisation climatique au niveau national, elle n’en est pas moins primordiale. L’ensemble des activités concertées — comprenant l’élaboration d’une stratégie nationale —, englobe une multitude d’activités individuelles décrites dans la section IV du programme de travail de Doha. Parmi les activités énumérées dans le programme de travail de Doha pouvant faire partie des actions à entreprendre au titre d’une stratégie nationale sur l’autonomisation climatique, figurent par exemple :

#### Stratégie
Évaluer les besoins pour l’application de l’article 6 de la convention en fonction de la situation nationale, y compris au moyen de méthodes de recherche sociale et d’autres instruments, afin de déterminer les publics à atteindre et les éventuels partenaires ; et élaborer des stratégies de communication sur les changements climatiques fondées sur des travaux de recherche sociale ciblés, afin de susciter des changements de comportement.

#### Outils et activités
Veiller à ce que des informations sur les changements climatiques soient incluses dans les programmes d’enseignement scolaire à tous les niveaux, et dans toutes les disciplines. Des efforts pourraient être faits afin d’élaborer des matériels éducatifs et favoriser la formation des enseignants dans le domaine des changements climatiques aux niveaux régional et international, selon les besoins ; rechercher des possibilités de diffuser largement des informations appropriées sur les changements climatiques ; solliciter la contribution et la participation du public, y compris des jeunes, des femmes, des organisations de la société civile et d’autres groupes, pour la conception et la mise en œuvre d’efforts destinés à faire face aux changements climatiques ; et encourager le public à contribuer aux mesures d’atténuation et d’adaptation, dans le cadre de programmes de sensibilisation.

#### Suivi et examen
Réaliser des enquêtes, par exemple sur les connaissances, attitudes, pratiques et comportements, afin de déterminer le degré de sensibilisation du public en vue de travaux complémentaires et appuyer le suivi de l’impact des activités exécutées ; faire connaître au grand public et à toutes les parties prenantes les informations figurant dans les communications nationales et les plans d’action nationaux ou les programmes nationaux relatifs aux changements climatiques.

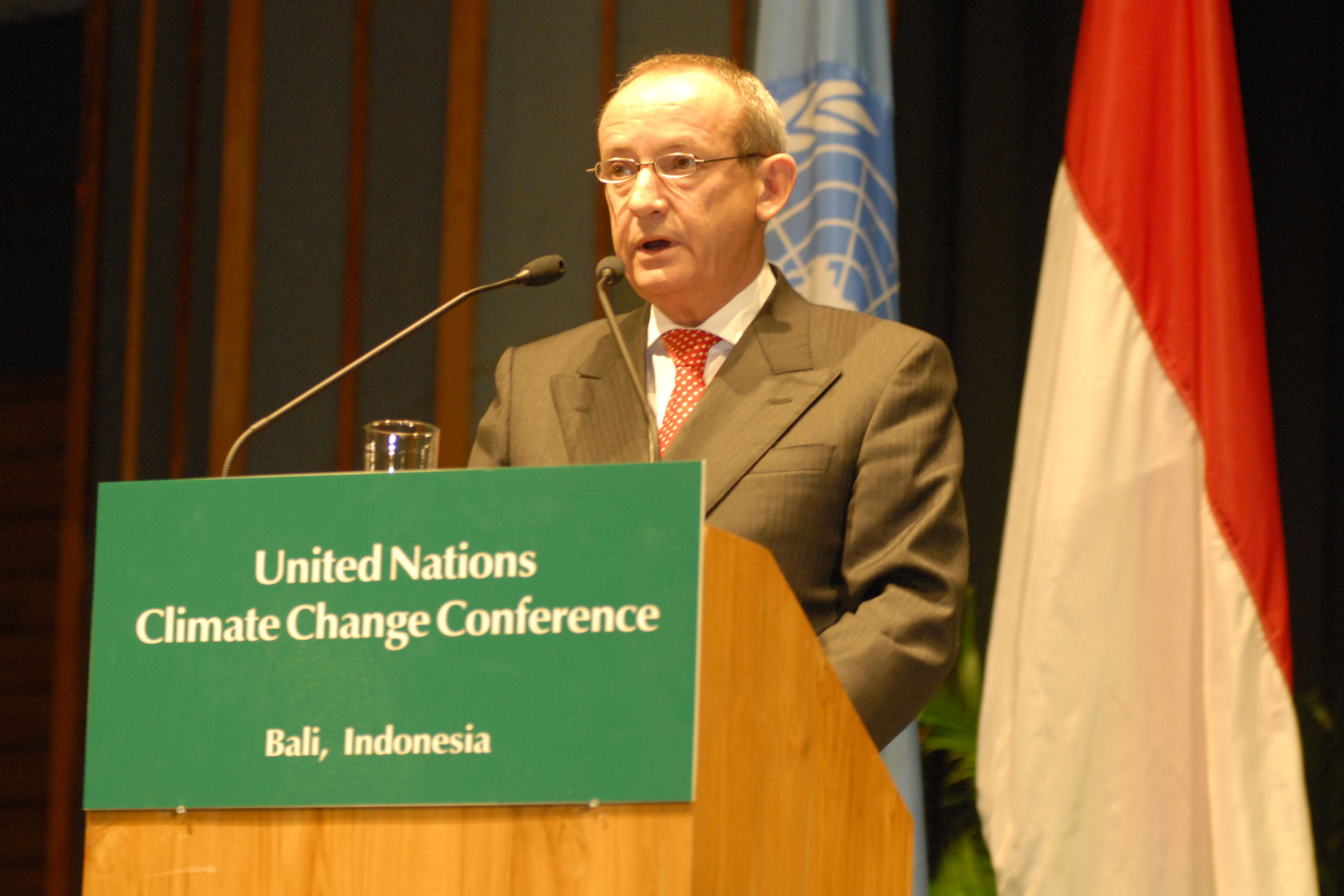
La conférence de Bali en 2007, Yvo de Boer.

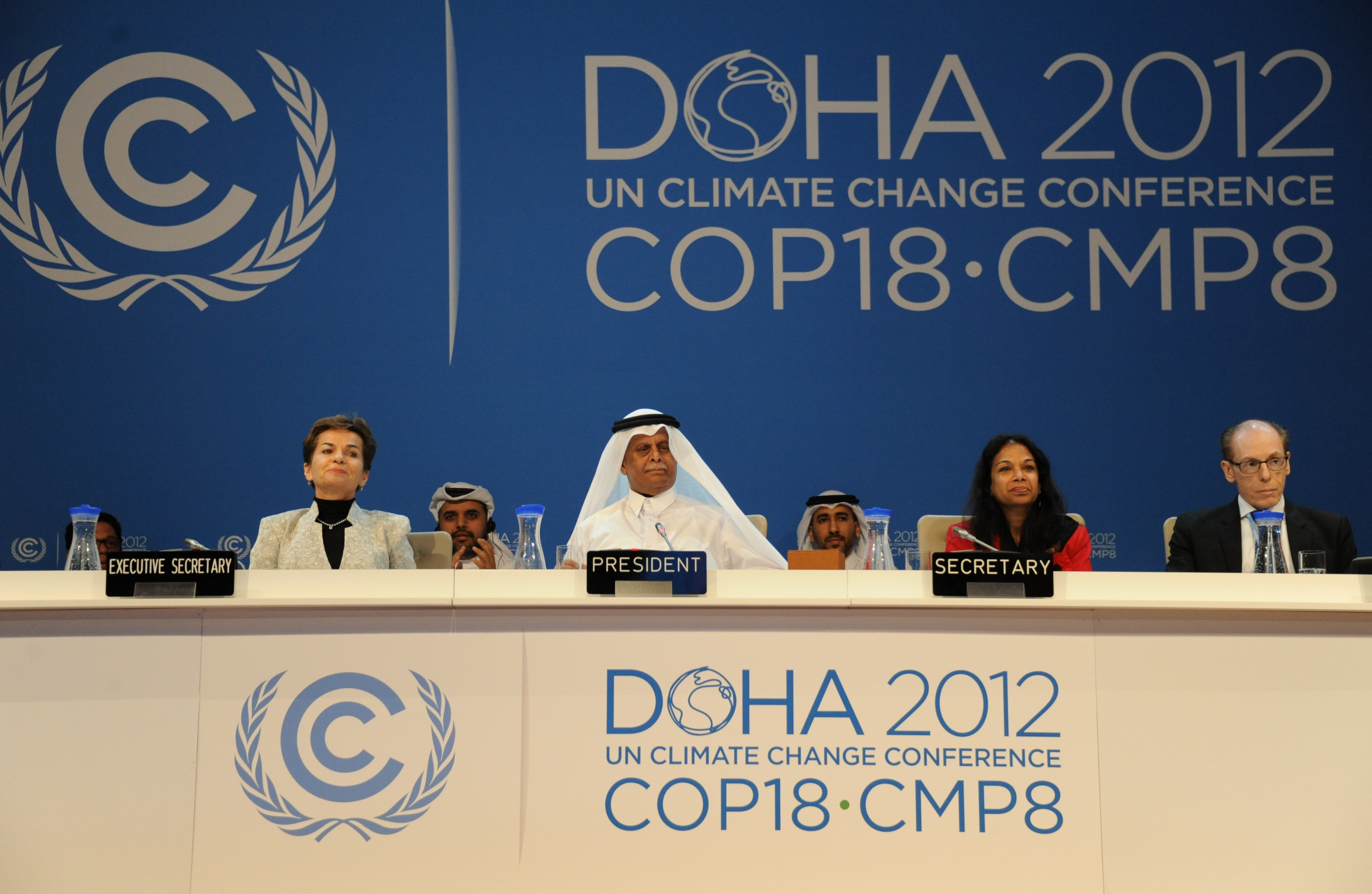
La conférence de Doha en 2012, à gauche, Christiana Figueres.